# Morgan Dominius
Frans Morgan Ragnar Dominius, född 18 mars 1923 i Göteborg, död 2 januari 2020 i Hägerstens församling, Stockholm, var en svensk inredningsarkitekt. 
Dominius, som var son till kommunalarbetare Ragnar Dominius och Valborg Johansson, studerade vid handels- och aftonskola i San Francisco 1946–1947, yrkesskola i Stockholm 1952, Kungliga Arbetarskyddstyrelsens aftonskola 1953 och Högre Konstindustriella Skolan 1955–1957. Han innehade olika anställningar i Sydamerika, USA och Australien 1938–1947, blev tapetserare i Stockholm 1947, inredningsarkitekt vid Skandinaviska banken 1954, hos arkitekt Eyjolfur K. Agustsson 1956, hos HSB i Stockholm 1957–1959 och hos arkitekt Carl-Axel Acking 1957. Han bedrev egen verksamhet som inredningsarkitekt från 1955 och var anställd hos Landstingens inköpscentral från 1959.